# Municípios da África do Sul
Ver: Lista de municípios da África do Sul
Municípios na África do Sul são uma divisão de governo local, que estão um nível abaixo do governo provincial, e de forma o mais baixo nível das estruturas de governo eleito democraticamente no país. O fundamento para essa camada de governo encontra-se definido na Constituição da África do Sul (no capítulo 7), mas distintos atos do parlamento tem definido as estruturas municipais desde o início da atual Constituição.

## Categorias de municípios
Municípios podem pertencer a uma das três categorias: Metropolitano, Distrito e locais (referidos na Constituição como categorias A, B e C).

### Municípios metropolitanos
Metropolitano (ou "categoria A") os municípios são grandes regiões, com estruturas do seu próprio governo local, e que geralmente englobam alguma região (ou regiões) urbanizadas, que poderia ser considerada como uma cidade.
Por exemplo, o município de Ethekwini contém a cidade de Durban. Em outro exemplo, o Grande Área Metropolitana de Joanesburgo, é, na realidade, composto de três municípios, metropolitanos de Joanesburgo, a Ekurhuleni metropolitano, e o distrito de West Rand distrito municipal. Há seis Municípios metropolitanos da África do Sul.

### Distrito e Município Local
Distrito Municipal (ou "categoria C") são as principais divisões de províncias da África do Sul, o nível dos municípios é em si mesmo subdividido em outros Municípios locais (ou "categoria B"). Municípios compartilham autoridade com o Distrito Municipal em que se encontram.
Por exemplo, o Município local Msunduzi, na província de KwaZulu-Natal, está contido no Distrito Municipal de Umgungundlovu.

### Wards eleitorais
A última camada de subdivisão das regiões eleitorais na África do Sul são as wards eleitorais. Municípios locais e metropolitanos são subdivididos em wards eleitorais.

## Legislação relativa à Municípios
Além do Capítulo 7 da Constituição Sul-Africana, o Parlamento Sul-Africano aprovou várias peças de legislação para tratar especificamente do governo local na África do Sul. Os seguintes Atos do Parlamento tratam especificamente das estruturas municipais:
1. Governo Local: Lei dos Sistemas Municipais (Ato Original)
2. Governo Local: Lei de Alteração das Estruturas Municipais
3. Redeterminação da Lei de Fronteiras de Municípios de Fronteira Cruzada

## Mudanças de nome dos municípios e cidades da África do Sul
O Conselho Sul-africano de Nomes Geográficos é um órgão estatutário, que trata especificamente da mudança de nomes locais na África do Sul, incluindo os municípios. 